# Geranium magniflorum
Geranium magniflorum är en näveväxtart som beskrevs av Reinhard Gustav Paul Knuth. Geranium magniflorum ingår i släktet nävor, och familjen näveväxter. Inga underarter finns listade i Catalogue of Life.